# Parisparlamentet

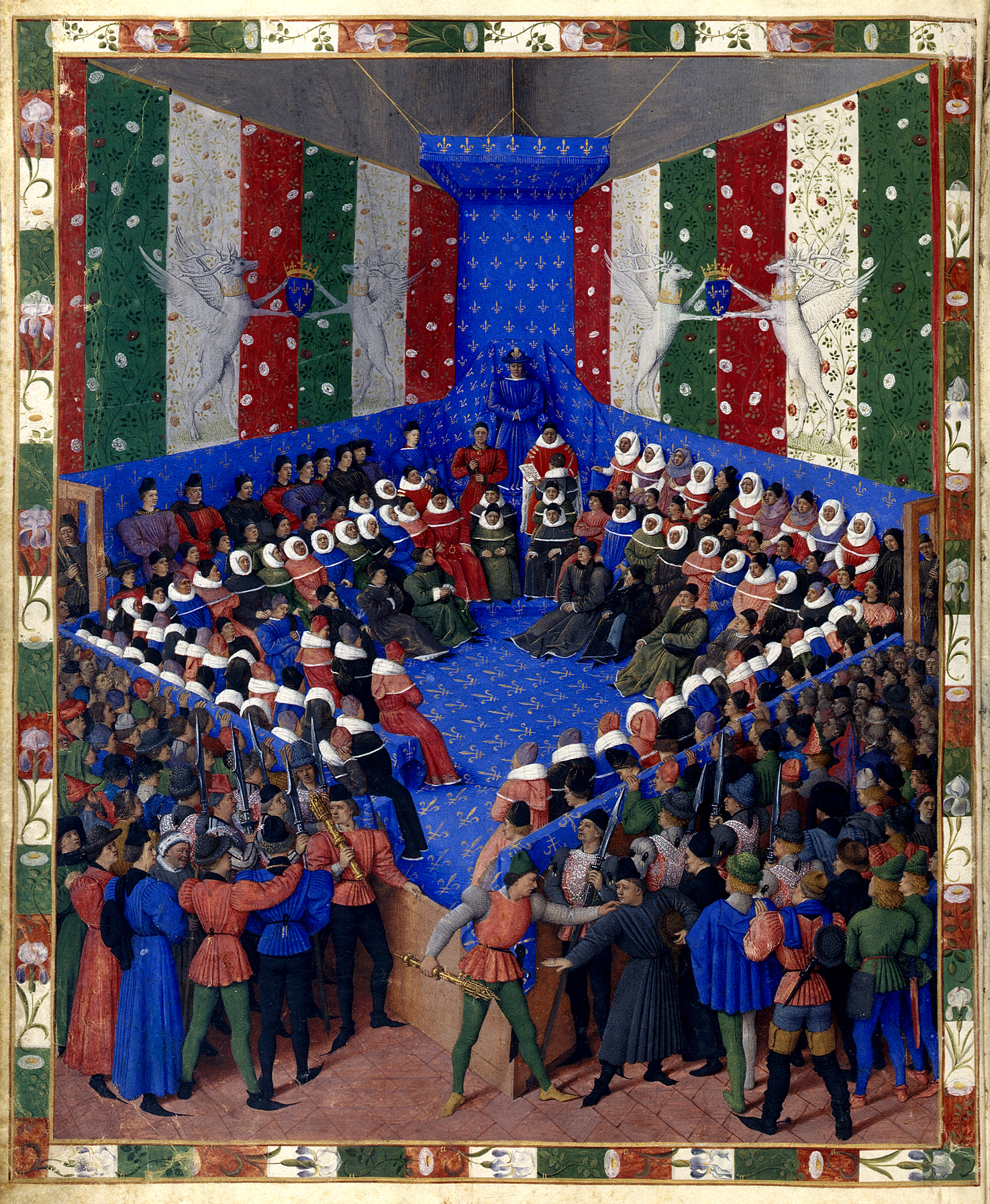
Le Lit de justice

Stadsparlamenten och dess juristdiktionsområden år 1789.

Parisparlamentet eller Parlement de Paris var namnet på den suveräna domstolen i staden Paris före franska revolutionen.
Parisparlamentet ska ha uppstått i mitten av 1200-talet och fick sin första allmänna förordning av Filip III år 1278. Domstolen, i vardagligt tal kallat parlamentet, agerade som kungens lokala representant. Den fällde domar, men avgjorde även andra frågor: övervakade lokala myndigheter, tolkade och utförde nya lagar och bestämmelser, och kunde också införa vissa egna bestämmelser och förordningar, och fungerade i många avseenden som en lokal regering för staden. Dess medlemmar ärvde  ofta sina ämbeten och bestod till stor del av ämbetsmän och tillhörde den så kallade ämbetsadeln. Myndigheten var inte unik för Paris, och många andra städer i Frankrike hade liknande myndighetsorgan. Parisparlamentet avskaffades under systemreformerna efter franska revolutionen.